# Котвейкербрук
Котвейкербрук (нід. Kootwijkerbroek) — село в нідерландській провінції Гелдерланд. Входить до муніципалітету Барневелд.